# لیوکی شلاختسکیه
لیوکی شلاختسکیه (به لاتین: Liwki Szlacheckie) یک روستا در لهستان است که در گمینا خوشلو واقع شده‌است.